# سارا داونينج
سارا داونينج (بالإنجليزية: Sara Downing)‏ هي ممثلة أمريكية، ولدت في 26 أبريل 1979 في الولايات المتحدة.

## أعمال

### أفلام
- (1999) لم تقبل من قبل[1]

### مسلسلات
- ميامي

## وصلات خارجية
- سارا داونينج على موقع IMDb (الإنجليزية)
- سارا داونينج على موقع ألو سيني (الفرنسية)
- سارا داونينج على موقع أول موفي (الإنجليزية)
- سارا داونينج على موقع قاعدة بيانات الأفلام السويدية (السويدية)
- سارا داونينج على موقع قاعدة بيانات الفيلم (الإنجليزية)
- سارا داونينج على موقع كينوبويسك (الروسية)